# Christian Siegel

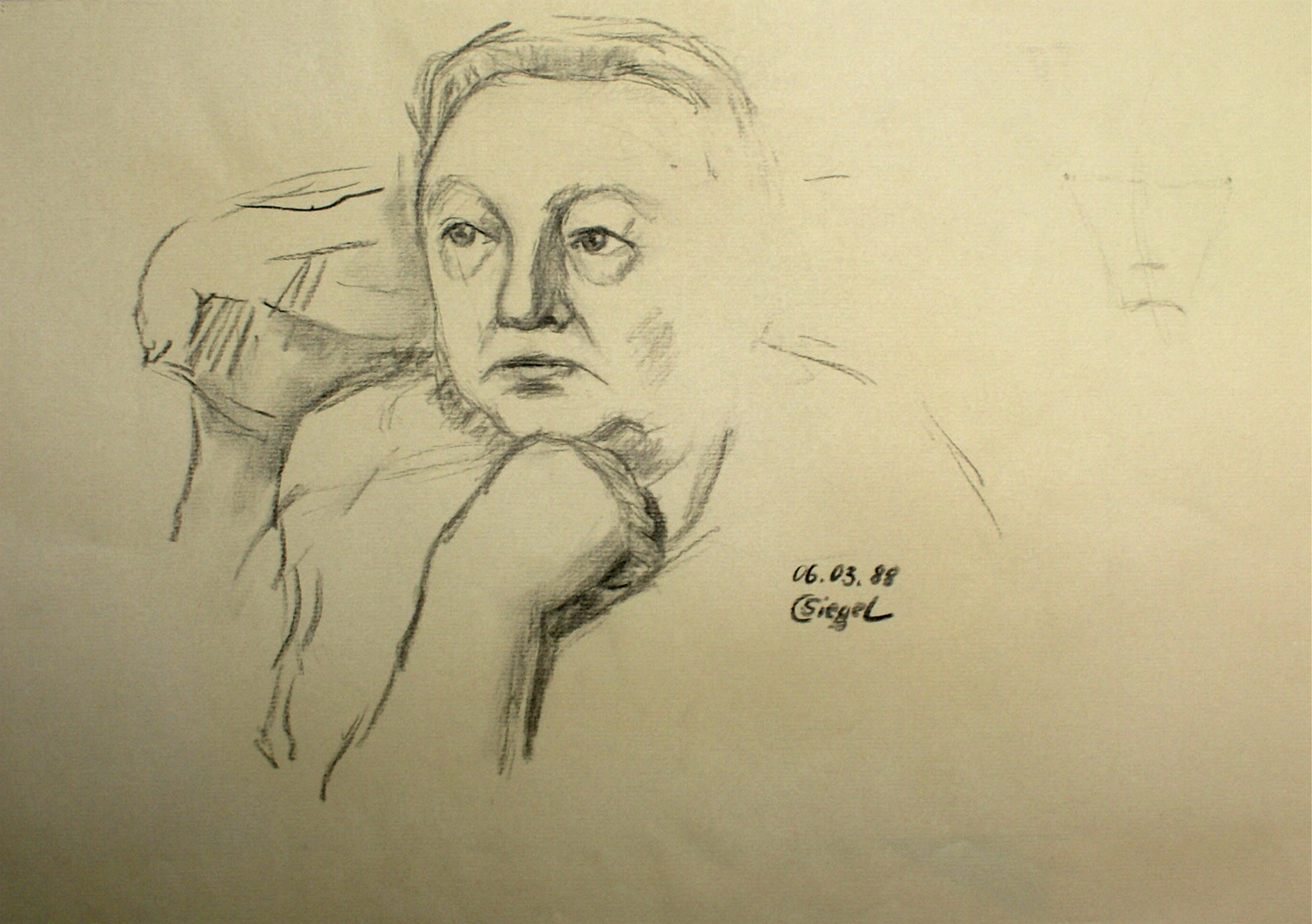
Kohlezeichnung C. Siegels von seiner Lehrerin Tatjana Lietz

Christian Siegel (* 1966 in Zwickau) ist ein deutscher Maler, Grafiker, Bildhauer, Hochschullehrer und Autor zahlreicher Veröffentlichungen im Bereich Kunst und Kultur. Er war der letzte Schüler der deutsch-baltischen Malerin Tatjana Lietz (1916–2001).
Bekannt wurde er als Porträt- und Landschaftsmaler sowie für großformatige Bildplanen in Zwickau und Wittenberg. Er initiierte zahlreiche künstlerische Projekte in Dresden, Zwickau, Halle und Merseburg. Er lebt und arbeitet in Zwickau, Wildenthal, Halle und Merseburg.

## Leben

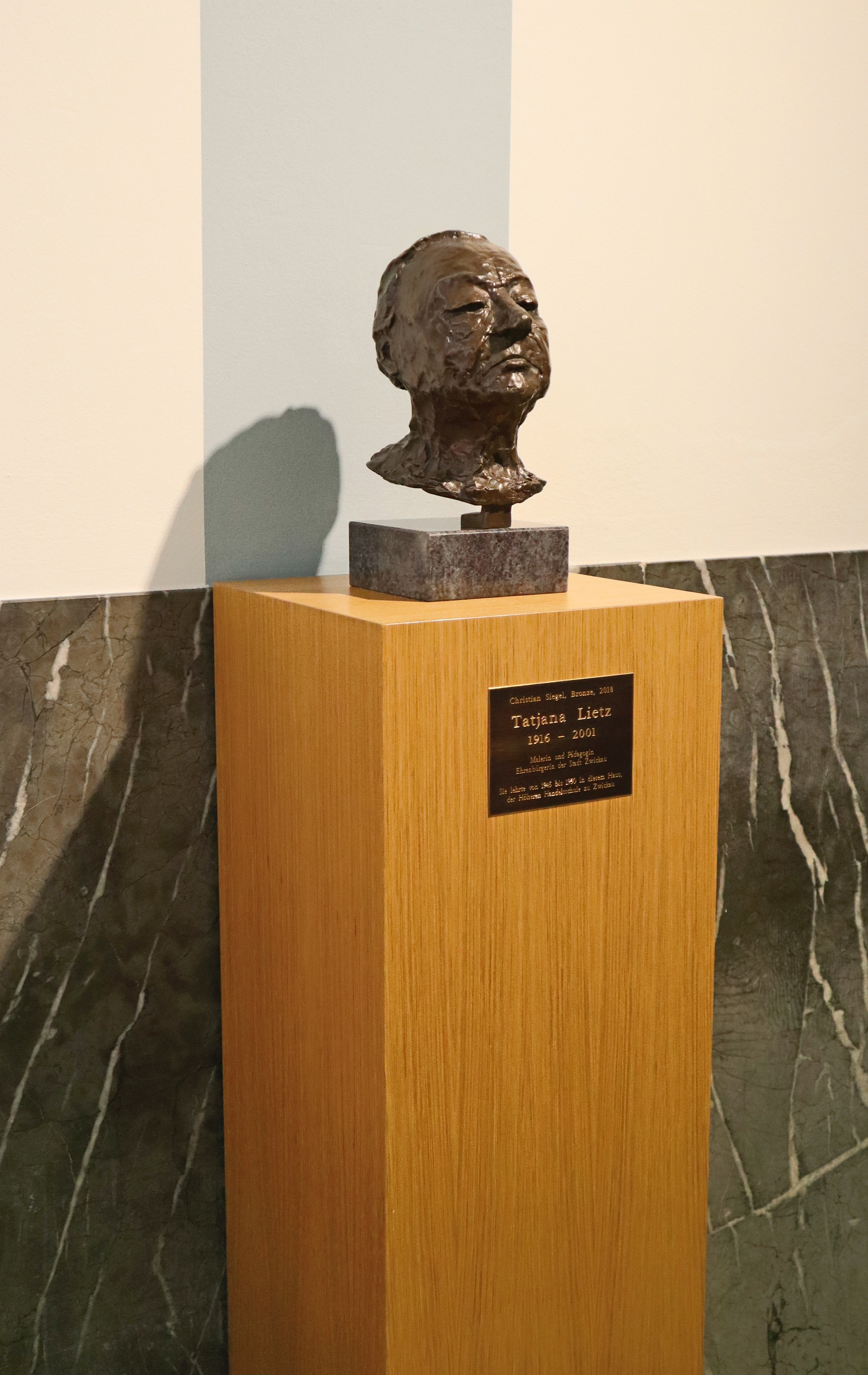
Bronzebüste der Malerin Tatjana Lietz von Christian Siegel (2018) im Foyer des Peter-Breuer-Gymnasiums Zwickau

Nach dem Abitur begann er eine Tischlerlehre in Zwickau. Er war Privatschüler bei Tatjana Lietz, bevor er ein Studium an der Hochschule für Bildende Künste Dresden begann. Es folgte ein Ergänzungsstudium in der Denkmalpflege an der Technischen Universität Dresden. Seit 1998 ist er hauptberuflicher Dozent an der Hochschule Merseburg im Lehrgebiet Künstlerische Grundlagen und seit 2006 Kunstlehrer am Peter-Breuer-Gymnasium in Zwickau.

## Künstlerische Tätigkeit
Siegels künstlerische Schwerpunkte sind Landschafts- und Porträtmalerei (z. B. Musikerporträts), Grafiken und Plastiken zu biblischen Themen und interdisziplinäre Projekte (Großbildprojekte).
Er hatte Ausstellungen in Zwickau, Dresden, Burg Schönfels, Rüdesheim am Rhein, Werdau, Glauchau, Burgstädt, Crimmitschau, Magdeburg, Leuna, Halle (Saale) und Merseburg.

## Veröffentlichungen/Schriften
- mit Tatjana Lietz: Biografie einer Künstlerin und Bildband. Städtisches Museum Zwickau (Hrsg.), Zwickau 1996. ISBN 3-9805000-1-2
- mit Tatjana Lietz: Dokumentation des Lebens und Schaffens. Videofilm, Städtisches Museum Zwickau, Zwickau 1996
- Lothar-Günther Buchheim – Videofilm zur Verleihung des Max-Pechstein-Ehrenpreises der Stadt Zwickau 1999, Merseburg 2000
- Die Macht der Bilder – Bilder vermitteln Botschaften in: podium, Ausgabe 7/2001, Stuttgart 2001
- Bilderwelten, Die Bilderwelt der Tatjana Lietz. Leben und Werk, speziell Alterswerk der Malerin Tatjana Lietz, Chemnitz 2002. ISBN 3-928678-79-5
- mit I. Siegel: Handbuch für Maskenbildner. Henschel Verlag, Berlin 2004
- Malerei von Christian Siegel. Zwickau und Schönfels 2006. ISBN 3-86634-173-3
- Wien-Freud-Kunst. Als Herausgeber in: Wien Freud Kunst – Eine künstlerische Annäherung. Kunstreise Wien, Merseburg 2006. ISBN 3-9807981-8-6
- Malerei von Christian Siegel. Leuna und Merseburg 2007. ISBN 978-3-866343-85-6
- mit A. G. Frei, T. Groß: Einfach kostbar. Essgeschichten und Rezepte von Saale und Unstrut. Kulinarische Reisen in Sachsen-Anhalt, Band 1, Halle und Dössel 2008. ISBN 978-3-89923-210-3
- mit T. Tiltmann, F. Venske: Kirche im Dorf – Romanische Dorfkirchen im Saalekreis. Bildband mit Audio-CD, Band 1 der Reihe Saale Kunst Kultur (Hrsg. C. Siegel), Merseburg 2010. ISBN 978-3-9811266-6-2
- als Herausgeber: Goethe in Rom – Kunstreise, Katalog zur Kunstreise 2010. Band 2 der Reihe „Saale Kunst Kultur“, Hrsg. C. Siegel, Merseburg 2010. ISBN 978-3-9811266-9-3
- mit Olbrich, M., Siegel, C.: Grafiken zur Bibel, mit Texten von Ulrich Rauh und Michael Olbrich. Zwickau 2010. ISBN 978-3-000320-75-0
- mit Tiltmann, T., F. Venske: Kirche im Dorf – Romanische Dorfkirchen im Saalekreis. in: Hochschule Merseburg: Forschungsbericht 2010. S. 157–161, Merseburg 2010. ISBN 978-3-942703-00-0
- mit T. Tiltmann, F. Venske: Kirche im Dorf – Historische Dorfkirchen im Saalekreis. Bildband mit Audio-CD, Band 3 der Reihe „Saale Kunst Kultur“, Hrsg. C. Siegel, Merseburg 2011. ISBN 978-3-942703-01-7
- als Herausgeber: Kunstreisen 1996–2010 und kulinarische Souvenirs. Merseburg 2012. ISBN 978-3-942703-05-5